# Ferdinand Vix
Ferdinand Vix též Fernand Vix (26. října 1876 Sand –  21. března 1941 Neuilly-sur-Seine) byl francouzský důstojník, který byl významnou postavou v Maďarsko-československé válce. V letech 1918-1919 byl šéfem budapešťské vojenské komise spojeneckých mocností. Proslul zejména tzv. Vixovou nótou, kterou požadoval stažení maďarských vojsk ze Slovenska a určoval demarkační linii. 

## Život

### Mladí
Narodil se 26. října 1876 v alsaském městě Sand. Jeho mládí probíhalo v období, kdy bylo Alsasko pod nadvládou Německého císařství. V roce 1898 dokončil prestižní vojenskou akademii v Saint-Cyr v hodnosti poručíka. Poté sloužil v různých funkcích v námořní pěchotě. 

### Období Maďarsko-československé války
Jako štábní důstojník patřící k francouzským koloniálním jednotkám sloužil na konci první světové války v ústředí francouzské východní armády v Bělehradě v hodnosti podplukovníka. Dne 26. listopadu 1918 večer dorazil do Budapešti jako šéf vojenské mise Entente, kterou do Maďarska vyslal generál a velitel armády Paul Prosper Henrys. Mise se účastnili především francouzští vojáci, ale součástí mise byli také angličtí, srbští, italští a američtí vojáci. Přestože jeho jméno bylo spojeno s nótou z 20. března 1919 obsahující popis upravené rumunsko-maďarské demarkační linie, během svého působení v Budapešti předal ještě několik nót. Nejdůležitější z nich jsou:
- List vyzývající maďarskou vládu k evakuaci Slovenska (3. prosince 1918)
- Seznam, který se vzdává etnických hranic a stanoví, že celé Slovensko by mělo být vyklizeno zhruba po linii současné maďarsko-slovenské státní hranice (23. prosince 1918)
- Poštovní schvalovací seznam linky vyjednaný v dohodě mezi francouzským generálem Henrim Berthelotem a Istvánem Apáthym 31. prosince 1918 (27. ledna 1919)

Po vyhlášení Maďarské republiky rad přišla na řadu internace vedoucího mise a jejích členů. Byli neustále obtěžováni, byla jim odebrána auta, zbraně a vybavení, bylo přerušeno telegrafní a telefonní spojení, jejich kancelář byla obsazena a rozbita. Konečně večer 26. března mohli všichni zástupci Dohody opustit maďarské hlavní město vlakem do Segedínu.

### Meziválečné období a II. světová válka
Po první světové válce působil především u francouzských koloniálních jednotek. 28. února 1928 nabyl hodnosti brigádního generála a stal se přednostou 1. pododdílové skupiny 3. vojenského okruhu (Rouen). V letech 1929-32 sloužil v Levantě v různých funkcích a od července 1932 byl součást dispozičního štábu vrchního velitele levantských vojsk. Dne 20. března 1933 byl povýšen do hodnosti generálmajora koloniálních vojsk a v roce 1935 byl jmenován velitelem 2. senegalské koloniální divize.
Ve druhé světové válce od 2. září do 24. listopadu 1939 vykonával funkci velitele 54. pěší divize, aktivní v údolí Oise, ale brzy kvůli své nemoci byl přeložen do zálohy.

### Smrt
Zemřel 21. března 1941 na předměstí Paříže Neuilly-sur-Seine.